# Nelly Bodenheim
Nelly Bodenheim ou Johanna Cornelia Hermana Bodenheim , née le 27 mai 1874 et morte le 7 janvier 1951, est une illustratrice hollandaise connue également pour ses silhouettes.

## Biographie
Bodenheim naît à Amsterdam où elle est formée à la Rijksacademie voor Beeldende Kunsten à Amsterdam, puis elle  suit les cours du peintre Jan Veth. Ses illustrations (souvent pour des livres pour enfants) sont généralement des silhouettes en noir et blanc, mais elle est aussi connue pour la lithographie en couleur. En plus des illustrations pour des livres et des magazines, elle  conçoit des textiles, des affiches et des couvertures de livres. Elle est membre du groupe d'artistes connu sous le nom d'Amsterdamse Joffers.
Avec Henriette Willebeek le Mair et Marie Cramer, Rie Cramer est considérée comme la plus importante des illustratrices néerlandaises de livres pour enfants entre les deux guerres mondiales. 
Ses silhouettes décorent le livre de 1905 Women Painters of the World.